# Morgellons
De ziekte van Morgellon of Morgellons is een ingebeelde huidaandoening. Hierbij is sprake van de overtuiging dat huidzweren textiel en pluisjes, ook wel 'fibers' genoemd, afscheiden. Andere symptomen zijn pijn, jeuk en het gevoel dat er parasieten onder de huid kruipen. Bij medisch onderzoek blijken de op de huid gevonden 'fibers' afkomstig te zijn van kleding en de infecties het gevolg van veelvuldig krabben. De idee met een ziektesymptoom te maken te hebben komt voort uit een waanidee.

## Medische definitie
Morgellons wordt in de medische wereld vooral gezien als een vorm van parasietenwaan waarbij de lijders geloven dat hun (al dan niet zelf aangebrachte) huidaandoening een soort vezels bevat.

## Ontstaan
Morgellons werd een bekend fenomeen nadat Mary Leitao ontkende dat haar zoon leed aan een parasietenwaan. Zij verzon de naam Morgellons in 2002 op basis van een geschreven brief door een arts in de 17e eeuw. Leitao en andere betrokkenen lobbyden voor onderzoek door het U.S. Congress en het zogeheten Centers for Disease Control and Prevention (CDC). CDC onderzoekers concludeerden in januari 2012 dat de zogeheten fibers meest waarschijnlijk katoen zijn en dat het ziektebeeld overeenkwam met een parasietenwaan.